# Aula Gotica

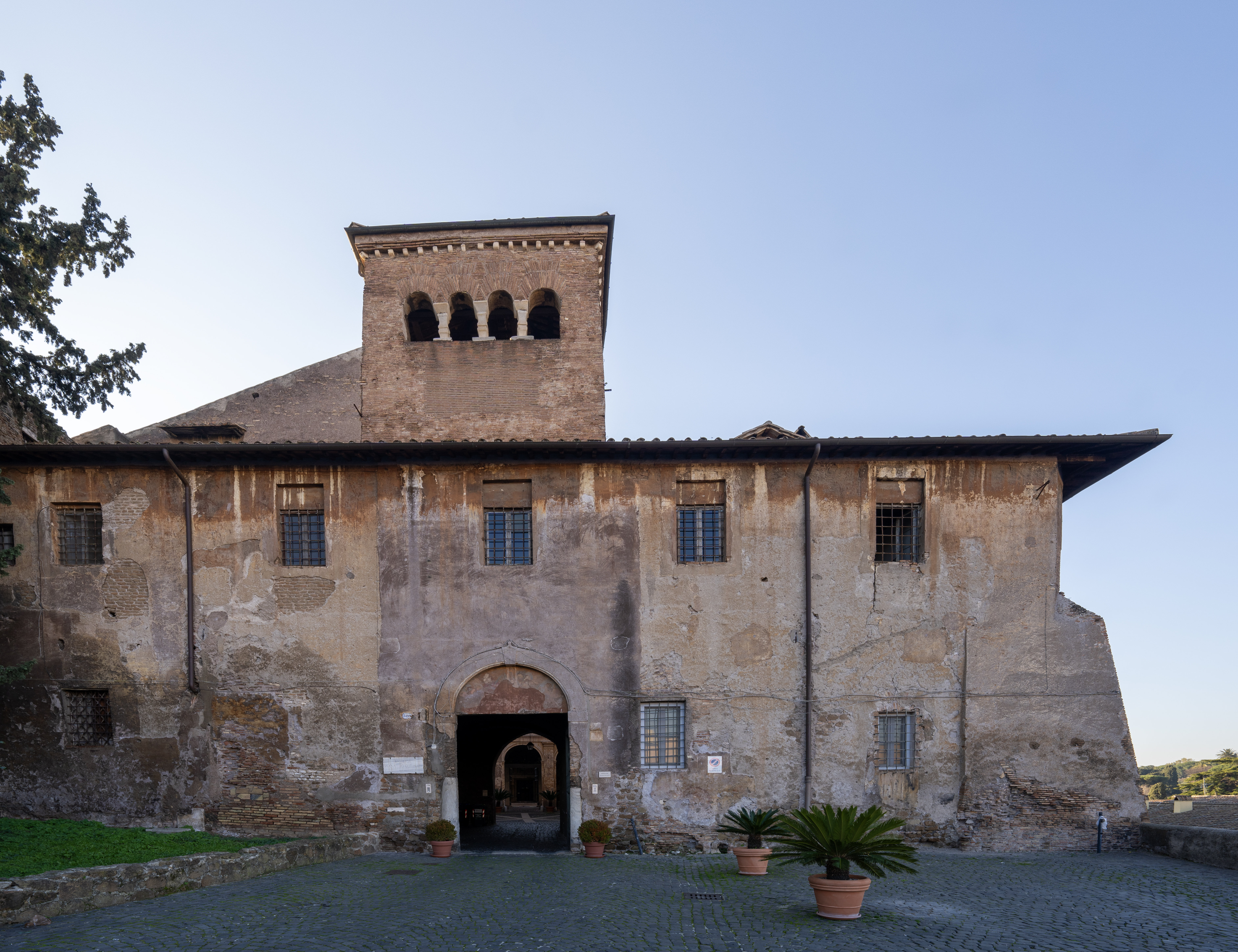
Het exterieur van de SS. Quattro Coronati

De Aula Gotica bevindt zich in de SS. Quattro Coronati in Rome, Italië. De ruimte is gemaakt in 1246 in opdracht van kardinaal Stefano Conti (1190-1254). De SS. Quattro Coronati was het kardinaalspaleis van Stefano. In hetzelfde complex bevindt zich het Oratorium van San Silvester. Zowel de Aula Gotica als het Oratorium bevatten verwijzingen naar de investituurstrijd. De Aula Gotica is rijkelijk gedecoreerd met fresco's, gemaakt door de Derde Meester van Anagni. Deze kunstenaar werkte als hoofd van zijn werkplaats eerder in de kapel van St. Gregorius in het Monastero del Sacro Speco in Subiaco (1124) en in de crypte van de kathedraal van Anagni (1237-1256). De opdrachtgever van deze laatstgenoemde fresco's was Pandolfo di Anagni (?-c.1246), een familielid van Stefano Conti. 

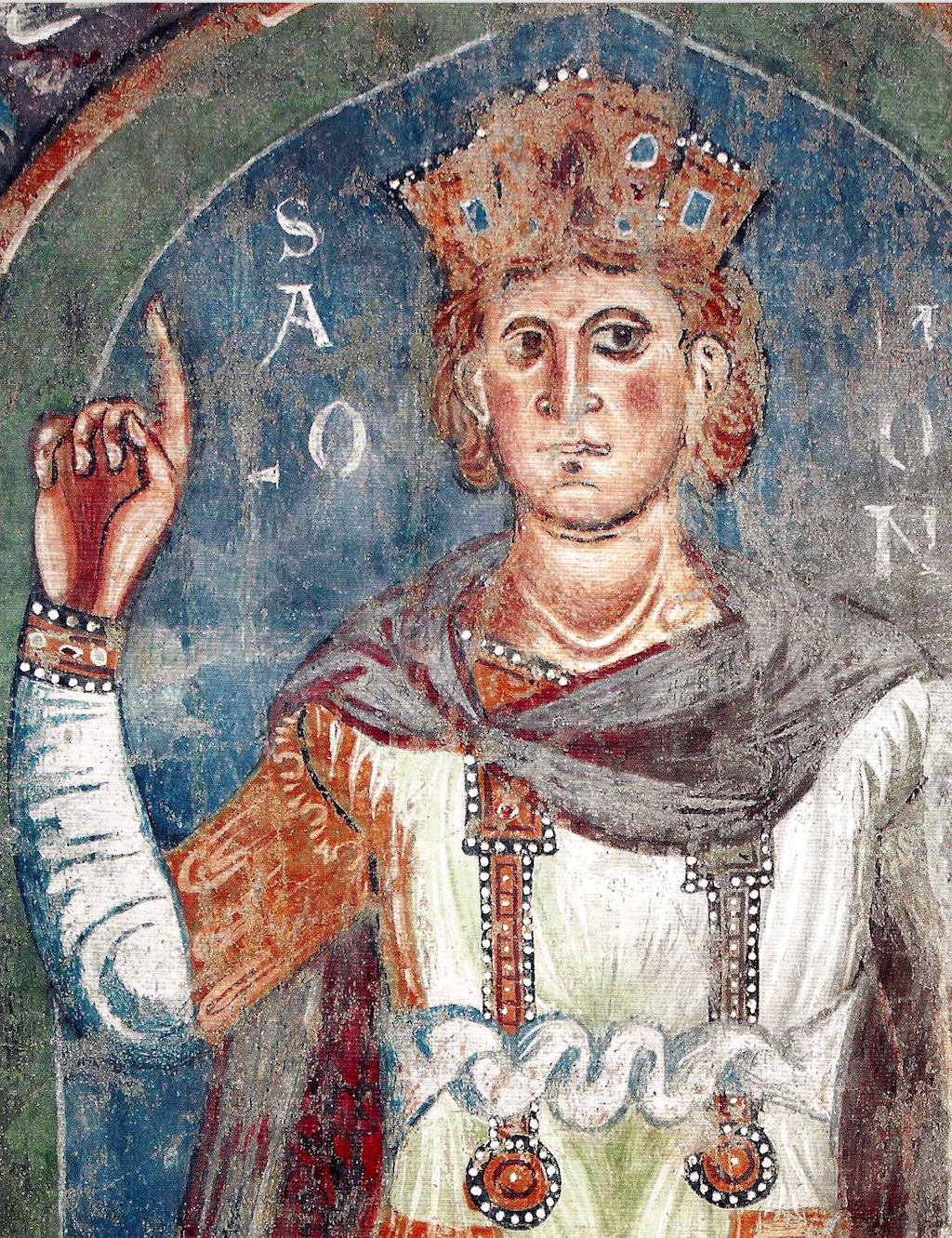
Koning Salomon

## Fresco's
De fresco's tonen een encyclopedisch overzicht van de kennis die in de vroege 13e eeuw bekend was. Het decoratieprogramma is gebaseerd op de exegetische traditie van de theologen Honorius van Autun (1080-1140), Rupert van Deutz (1075-1129) en de bisschop Bruno di Segni (1045-1123). Daarnaast zijn er scènes uit het Oude en Nieuwe Testament afgebeeld, alsook seculiere afbeeldingen.
In de eerste ruimte zijn de twaalf maanden afgebeeld met bijbehorende maandelijkse landbouwactiviteiten. De lunetten daarboven tonen de vrije kunsten: grammatica, meetkunde, muziek, rekenkunde en astronomie. Richting het gewelf zijn de vier seizoenen afgebeeld, met de bijbehorende winden, gebaseerd op het schema van Isidorus van Sevilla (560-636) in zijn Etymologiae.

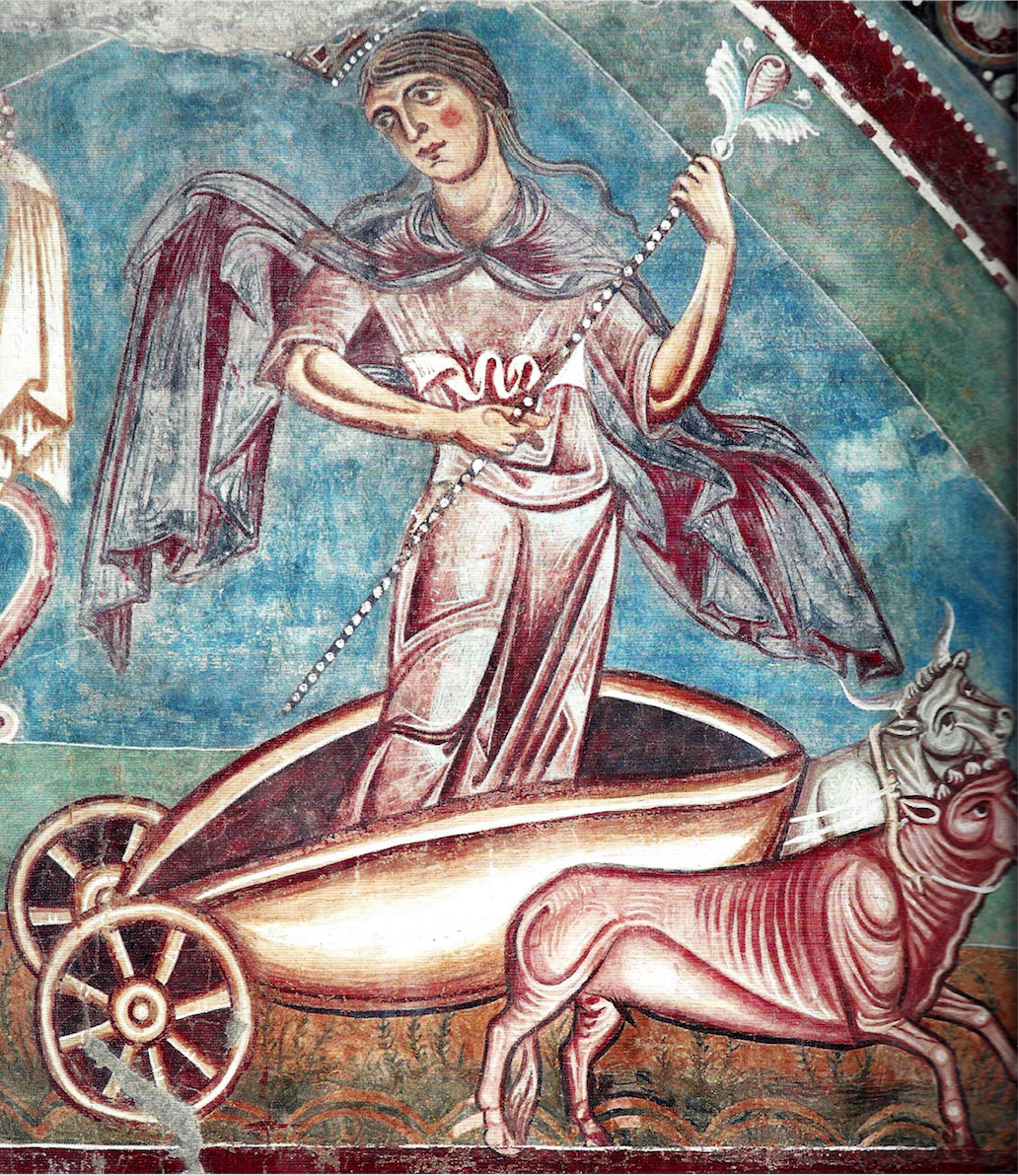
De maan, Ecclesia, in een biga

De mitra tauroctono

De volgende ruimte toont koning Salomon afgebeeld als rechter, wat een verwijzing is naar de functie van de ruimte, dat waarschijnlijk als tribunaal van de curie fungeerde. Daaromheen zijn de deugden afgebeeld met christelijke heiligen op hun schouders terwijl zij de ondeugden vertrappen. In de lunetten van deze ruimte zijn twee figuren in een biga (tweespan) afgebeeld, getrokken door twee ossen en twee paarden. Mogelijk zijn dit de zon en de maan, die staan voor Christus en Ecclesia (de Kerk). In de lunet er tegenover is de mitra tauroctono te zien, waarin Mithras de stier verslaat.

## Receptie
In 1382 worden de pulchrae picturae van het complex genoemd in een beschrijving van Rome. In 1450 beschrijft Flavio Biondo in zijn Roma Instaurata de fresco's in dit door hem genoemde palatium insigne.